# 航海条令 (スウェーデン)
航海条令（こうかいじょうれい）とは、1636年にスウェーデン政府が発布した条令である。スウェーデンによる生産と輸出の増加を図るためと、バルト海貿易におけるオランダ商人による貿易を規制する事を目的とした。条令はイングランド商人にも適用されたが、実際は、輸送面でスウェーデンはオランダの優位を崩す事が出来なかった事が原因だった。
航海条令では、ストックホルムとオーボ（トゥルク）以北の都市は、外国と直接取引きをする事を禁じられた。さらにイェヴレやカルマルが条令に加えられた。これによって取引は以後、ストックホルムが独占していく事となった。条令が制定された背景には、スウェーデン経済の発展と重商主義の政策方針があった。取引をスウェーデンが独占する試みは17世紀を通じて行われた。最も当初は、戦争を行うための財源を確保するところにあった。しかし、この条令発布以後もオランダはバルト海貿易での優位であり続けた。スウェーデンがオランダの優位から脱却するには、17世紀後半以降のスウェーデン商船隊の大規模な発展を待たなければならなかった。